# Davide Rebellin
Davide Rebellin   (San Bonifacio, 9 d'agost de 1971 - Montebello Vicentino, 30 de novembre de 2022) fou un ciclista italià, professional entre el 1992 i el 2022. En el seu palmarès hi ha una quarantena de victòries.

## Trajectòria esportiva
Era un ciclista especialitzat en clàssiques, on aconseguí importants victòries i bons resultats, com ara la Fletxa Valona (2004, 2007, 2009) l'Amstel Gold Race (2004) o la Lieja-Bastogne-Lieja (2007). El 2004 finalitzà en segona posició de la Copa del Món de ciclisme després d'esdevenir el primer ciclista de la història a guanyar les tres grans clàssiques ardeneses el mateix any. En proves per etapes, a més de triomfs en algunes proves d'una setmana, com ara la Tirrena-Adriàtica de 2001 o la París-Niça de 2008, va obtenir bons resultats al Giro d'Itàlia, cursa que finalitzà en sisena posició el 1996, a més de guanyar una etapa i vestir el mallot rosa durant sis etapes en aquella mateixa edició.
Durant diversos anys finalitzà entre els millors cinc ciclistes de la classificació UCI.
El 28 d'abril de 2009 la premsa italiana anuncià que havia estat un dels sis esportistes que havien donat positiu per EPO-CERA en un control antidopatge durant els Jocs Olímpics de Pequín. Això li comportà la pèrdua de la medalla de plata que havia guanyat en la prova en ruta en benefici del suís Fabian Cancellara. L'1 d'octubre de 2010 l'UCI anuncia una suspensió de dos anys, fins al 27 d'abril de 2011. Rebellin anuncià la seva intenció de reprendre la competició al final de la suspensió.
El 2011, una vegada finalitzada la seva sanció, fitxà per l'equip Miche-Guerciotti. Posteriorment continuà corrent als equips CCC, Kuwait-Cartucho.es, Sovac, Meridiana Kamen Team i Work Service Vega, equip en el qual es retirà amb 51 anys a la fi de la temporada 2022.
Morí atropellat per un camió el 30 de novembre de 2022.

## Palmarès
- 1988
  - Vencedor d'una etapa del Gran Premi Rüebliland
- 1989
  -  Campió del món júnior en contrarellotge per equips (amb Andrea Peron, Rossano Brasi i Cristian Salvato)
  - 1r als Tres dies d'Axel
- 1991
  - 1r al Giro de les Regions i vencedor de 2 etapes
- 1992
  - 1r al Trofeu Alcide De Gasperi
- 1993
  - 1r al Hofbrau Cup
- 1995
  - Vencedor d'una etapa del Giro del Trentino
- 1996
  - Vencedor d'una etapa del Giro d'Itàlia
- 1997
  - 1r a la Clàssica de Sant Sebastià
  - 1r al Trofeu dels Escaladors
  - 1r al Campionat de Zúric
- 1998
  - 1r al Tre Valli Varesine
  - 1r al Giro del Veneto
  - Vencedor d'una etapa del Tour de la Regió Valona
  - Vencedor d'una etapa de la Volta a Suïssa
- 1999
  - 1r al Tour de la Mediterrània i vencedor d'una etapa
  - 1r al Tour du Haut Var
  - 1r al Giro del Friuli
  - 1r al Giro del Veneto
  - Vencedor d'una etapa del Critèrium Internacional
- 2000
  - 1r al Giro del Veneto
- 2001
  - 1r al Tour de la Mediterrània
  - 1r a la Tirrena-Adriàtica i vencedor d'una etapa
  - 1r al Giro de la Romanya
  - 1r al Gran Premi de la Indústria i el Comerç de Prato
  - 1r al Gran Premi de la indústria i l'artesanat de Larciano
  - 1r al Gran Premi de Chiasso
  - 1r al Memorial Fausto Coppi
  - Vencedor de 2 etapes de la Volta al País Basc
  - Vencedor d'una etapa del Brixia Tour
- 2002
  - 1r al Gran Premi Ciutat de Camaiore
  - 1r a la LuK Cup
- 2003
  - 1r al Gran Premi de Frankfurt
  - 1r al Gran Premi de la Indústria i el Comerç de Prato
  - Vencedor d'una etapa de la París-Niça
- 2004
  - 1r a l'Amstel Gold Race
  - 1r a Fletxa Valona
  - 1r a la Lieja-Bastogne-Lieja
  - 1r al Trofeu Melinda
  - Vencedor de 2 etapes del Sachsen-Tour
- 2005
  - Vencedor d'una etapa del Brixia Tour
- 2006
  - 1r del Brixia Tour i vencedor d'una etapa
  - 1r al Giro d'Emilia
- 2007
  - 1r a Fletxa Valona
  - 1r del Brixia Tour i vencedor d'una etapa
- 2008
  - 1r al Tour du Haut Var
  - 1r a la París-Niça
- 2009
  - 1r a La Fletxa Valona
  - Vencedor de 2 etapes de la Volta a Andalusia
- 2011
  - 1r als Tre Valli Varesine
  - 1r al Trofeu Melinda
- 2012
  - 1r al Tour del Gavaudan Llenguadoc-Rosselló i vencedor d'una etapa
  - Vencedor d'una etapa a la Volta a Eslovàquia
- 2013
  - 1r al Sibiu Cycling Tour i vencedor d'una etapa
  - Vencedor de 2 etapes a la Szlakiem Grodów Piastowskich
- 2014
  - 1r al Giro de l'Emília
- 2015
  - 1r a la Coppa Agostoni
  - Vencedor d'una etapa a la Volta a Turquia
- 2017
  - 1r al Tour de l'Ijen i vencedor d'una etapa
  - Vencedor d'una etapa al Tour de l'Iran
- 2018
  - Vencedor d'una etapa al Tour de la Wilaya d'Orà

### Resultats al Tour de França
- 1997. 58è de la classificació general
- 2003. Abandona (14a etapa)

### Resultats al Giro d'Itàlia
- 1994. 20è de la classificació general
- 1995. 22è de la classificació general
- 1996. 6è de la classificació general. Vencedor d'una etapa. Porta la maglia rosa durant 6 etapes
- 1998. 30è de la classificació general
- 1999. 30è de la classificació general
- 2000. 29è de la classificació general
- 2001. No surt (14a etapa)
- 2002. Abandona (12a etapa)
- 2004. No surt (8a etapa)
- 2006. Abandona
- 2007. Abandona (11a etapa)
- 2008. No surt (14a etapa)

### Resultats a la Volta a Espanya
- 1996. 7è de la classificació general
- 1999. Abandona (18a etapa)
- 2006. Abandona (15a etapa)
- 2007. Abandona (13a etapa)
- 2008. No surt (14a etapa)